# Aragóniai Márton szicíliai királyi herceg
Aragóniai Márton (Catania, Szicília, 1406. december 17., /19. – Catania, Szicília, 1407. augusztus), olaszul: Martino di Sicilia, katalánul: Martí de Sicília, spanyolul: Martín de Sicilia, szicíliai nyelvjárásban: Martinu di Sicilia, szicíliai és aragón királyi herceg, a Szicíliai Királyság trónörököse, az Aragóniai Királyság trónjának várományosa (a második a trónöröklési rendben) és a Navarrai Királyság trónöröklési listáján a harmadik helyet foglalta el. A Barcelonai-ház aragón királyi ágának a tagja.

## Élete
Édesapja I. (Ifjú) Márton szicíliai király, I. (Idős) Márton aragón király és Luna Mária aragóniai királyné egyetlen, nagykorúságot elért gyermeke. Édesanyja Navarrai Blanka, III. Károly navarrai király és Trastamarai Eleonóra kasztíliai királyi hercegnő lánya.
Szülei 1402. november 26-án házasodtak össze. Édesanyja, Blanka királyné egy vagy több vetélést követően 1406. december 17-én vagy 19-én a cataniai Ursino-várban végre megszülte a trónörököst, akit az apja és a nagyapja után Márton névre kereszteltek. Az apai nagymama, Luna Mária már nem érhette meg ennek az örömhírnek a fogadását, hiszen alig egy héttel később, december 29-én meghalt. A hírek korabeli terjedési sebessége folytán Aragóniában csak 1407. február 11-én értesülhetett az egyik nagypapa az örömhírről, aki rögtön értesítette a másik nagyapát is, a navarrai királyt. Ugyanígy édesanyja halálhíréről is csak pár hónapos késéssel szerezhetett tudomást Ifjú Márton király, és egész Szicíliában az örömteli hír mellett meggyászolták a király anyját, melyről Idős Márton rendelkezett.
Bar Jolán özvegy aragón királyné, I. (Vadász) János aragón király második felesége az unokáját, Anjou Mária (1404–1463) hercegnőt, lányának, Jolán aragón infánsnőnek, valamint II. Lajos címzetes nápolyi királynak és Anjou hercegének a lányát ajánlotta Márton infáns jegyeseként, hogy ezzel az aragón királyi házban támadt egyenetlenségeket elsimítsa.
Nem sokkal ezután viszont az újdonsült trónörökös fertőzés következtében 1407 augusztusában meghalt, így egyelőre nemcsak az özvegy aragón királyné reményei foszlottak szerte, hogy leszármazottait az aragón trónon lássa, hanem a dinasztia folytonossága ugyancsak ismét gyenge lábakon állt.
Féltestvérei voltak az apja révén: az apjának házasságon kívül született gyermekei, Aragóniai Jolán nieblai grófné és Aragóniai Frigyes lunai gróf, valamint apja első házasságából Péter (Frigyes) herceg, az anyja révén pedig: Vianai Károly, Aragóniai Johanna (1423–1425), Navarrai (II.) Blanka és I. Eleonóra navarrai királynő.

## Családfa
| I. Márton aragóniai király * 1356 † 1410. V. 31. | I. Márton aragóniai király * 1356 † 1410. V. 31. |                                                          |                                                          | Luna Mária * 1353 † 1406. XII. 29. | Luna Mária * 1353 † 1406. XII. 29. |  |  | III. Károly navarrai király * 1361. VII. 22. † 1425. IX. 8. | III. Károly navarrai király * 1361. VII. 22. † 1425. IX. 8. |                                                |                                                | Kasztíliai Eleonóra * 1363 körül † 1416. III. 5. | Kasztíliai Eleonóra * 1363 körül † 1416. III. 5. |
|                                                  |                                                  |                                                          |                                                          |                                    |                                    |  |  |                                                             |                                                             |                                                |                                                |                                                  |                                                  |
|                                                  |                                                  |                                                          |                                                          |                                    |                                    |  |  |                                                             |                                                             |                                                |                                                |                                                  |                                                  |
|                                                  |                                                  | I. Márton szicíliai király * 1374/75/76 † 1409. VII. 25. | I. Márton szicíliai király * 1374/75/76 † 1409. VII. 25. |                                    |                                    |  |  |                                                             |                                                             | Navarrai Blanka * 1387. VII. 6. † 1441. IV. 1. | Navarrai Blanka * 1387. VII. 6. † 1441. IV. 1. |                                                  |                                                  |
|                                                  |                                                  |                                                          |                                                          |                                    |                                    |  |  |                                                             |                                                             |                                                |                                                |                                                  |                                                  |
|                                                  |                                                  |                                                          |                                                          |                                    |                                    |  |  |                                                             |                                                             |                                                |                                                |                                                  |                                                  |
|                                                  |                                                  |                                                          |                                                          |                                    |                                    |  |  |                                                             |                                                             |                                                |                                                |                                                  |                                                  |

|  |  |  |  | Márton * 1406. XII. 17./19. † 1407. VIII. |